# Marsica

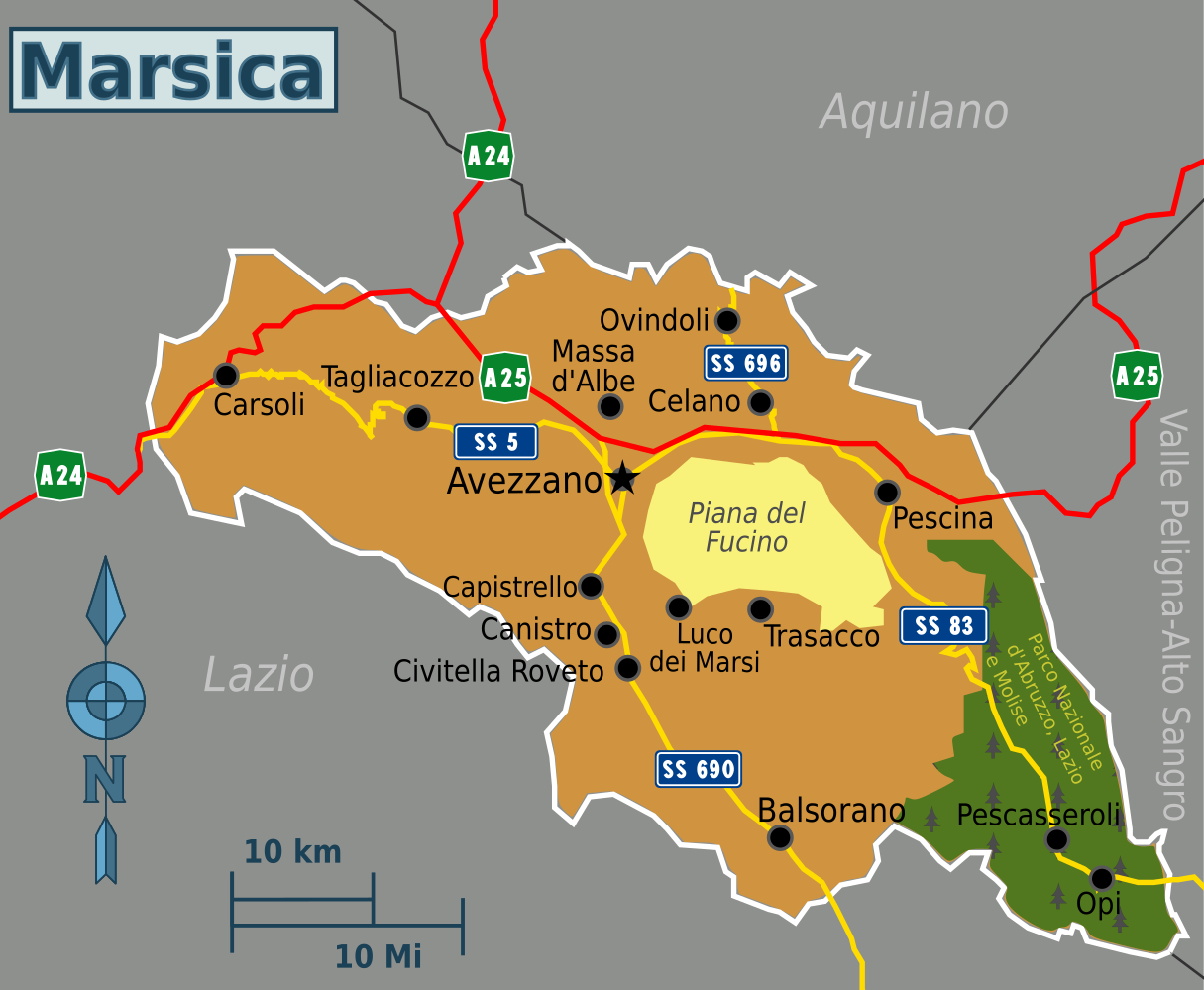
Karte der Marsica

Als Marsica wird ein 1500 km² großes Gebiet im Zentralen Apennin in Mittelitalien bezeichnet. Es dehnt sich rund um das Becken von Fucino in der Provinz L’Aquila in den Abruzzen aus, an deren Stelle der 1875 trockengelegte Fuciner See lag. Bevölkerungsreichstes Zentrum der Marsica ist die Stadt Avezzano mit 40.842 Einwohnern (Stand 31. Dezember 2023). Die Bevölkerung der landwirtschaftlich geprägten Gegend, die in der Vergangenheit vor allem als Hirten tätig waren, versteht sich als Nachkommen des italischen Volkes der Marser.

## Gemeinden der Marsica
Zur Marsica haben sich folgende Gemeinden zusammengeschlossen: Aielli, Avezzano, Balsorano, Bisegna, Canistro, Capistrello, Cappadocia, Carsoli, Castellafiume, Celano, Cerchio, Civitella Roveto, Civita d’Antino, Collarmele, Collelongo, Gioia dei Marsi, Lecce nei Marsi, Luco dei Marsi, Magliano de’ Marsi, Massa d’Albe, Morino, Opi, Oricola, Ortona dei Marsi, Ortucchio, Ovindoli, Pereto, Pescasseroli, Pescina, Rocca di Botte, San Benedetto dei Marsi, San Vincenzo Valle Roveto, Sante Marie, Scurcola Marsicana, Tagliacozzo, Trasacco, Villavallelonga.

## Natur und Schutzgebiete
Zahlreiche Naturparks und Naturreservate prägen die Region. So erstrecken sich folgende Schutzgebiete ganz oder teilweise auf das Gebiet der Marsica: im Süden Nationalpark Abruzzen, Latium und Molise, im Südwesten das Naturschutzgebiet Riserva naturale guidata Zompo lo Schioppo, im Osten der Parco regionale naturale del Sirente – Velino, im Nordosten das Schutzgebiet Riserva naturale Monte Velino, und im Westen das Schutzgebiet Riserva naturale guidata Monte Salviano.
Eine Besonderheit ist das Vorkommen des Marsischen Braunbären (Ursus arctos marsicanus), einer nur noch in einem kleinen Gebiet vorkommenden endemischen Bärenart.

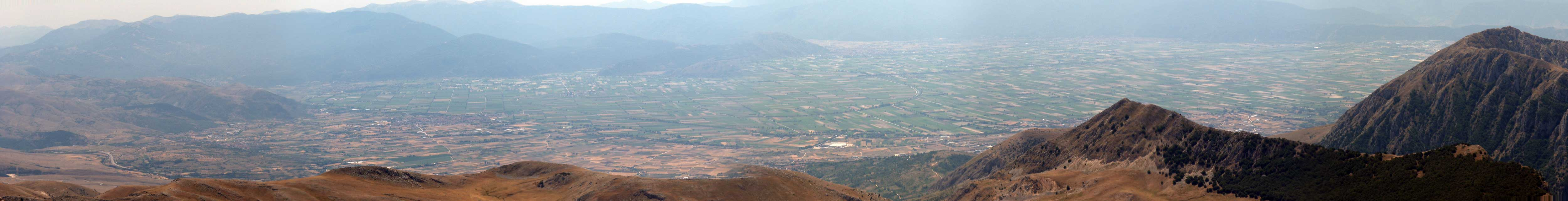
Die Ebene von Fucino vom Monte Sirente

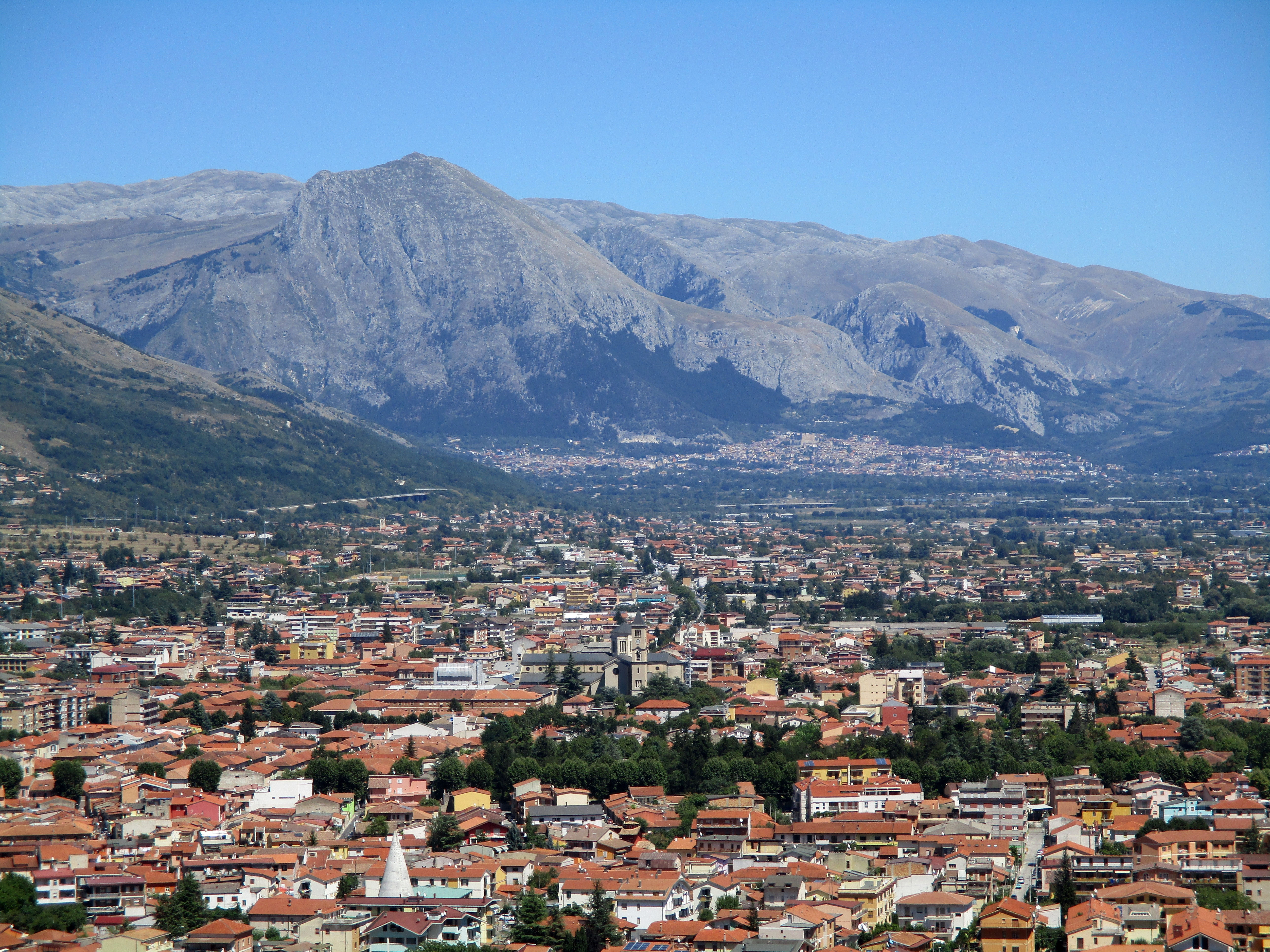
Avezzano
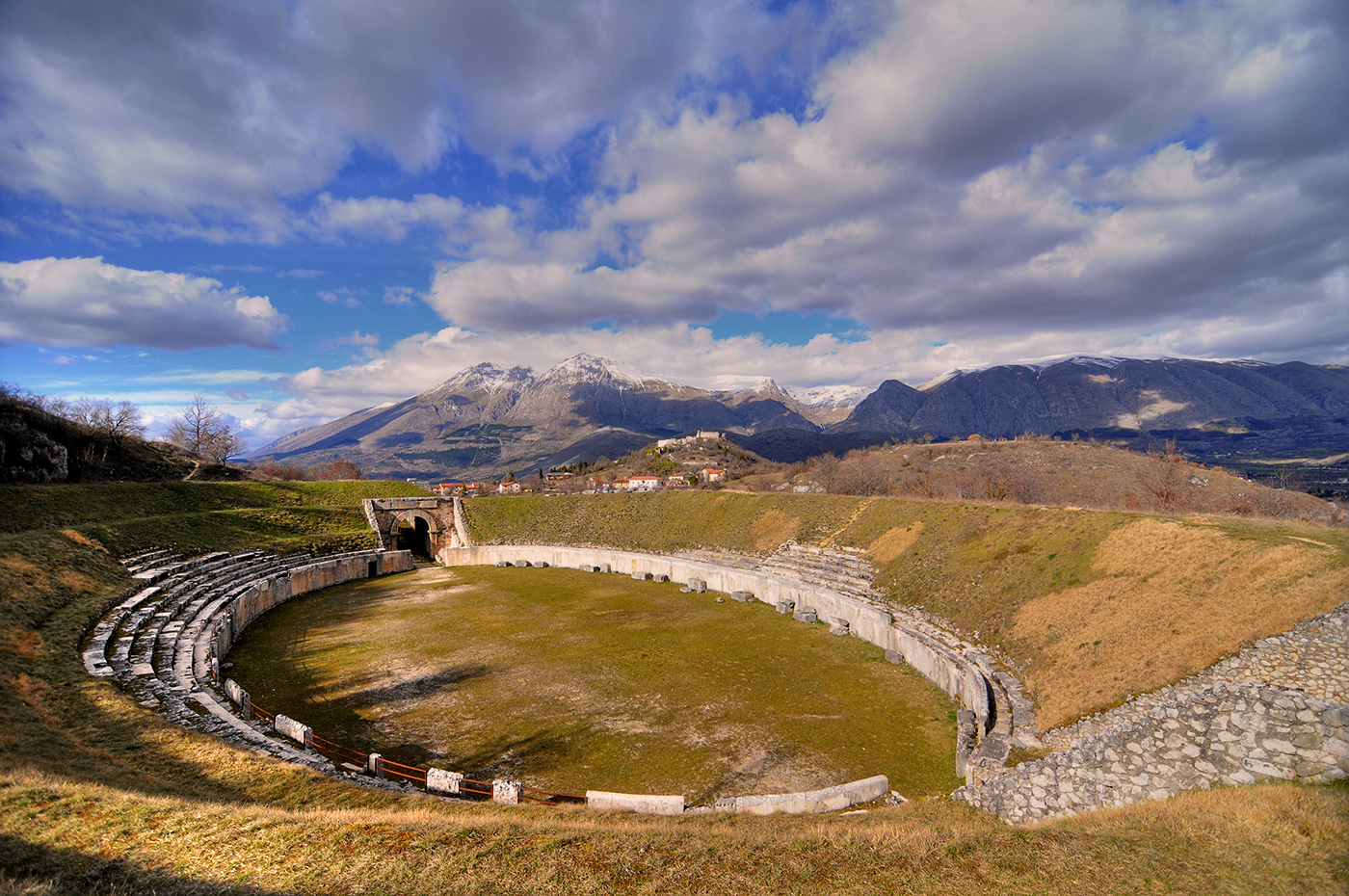
Das Amphitheater in Alba Fucens mit dem Monte Velino (2487 m) im Hintergrund
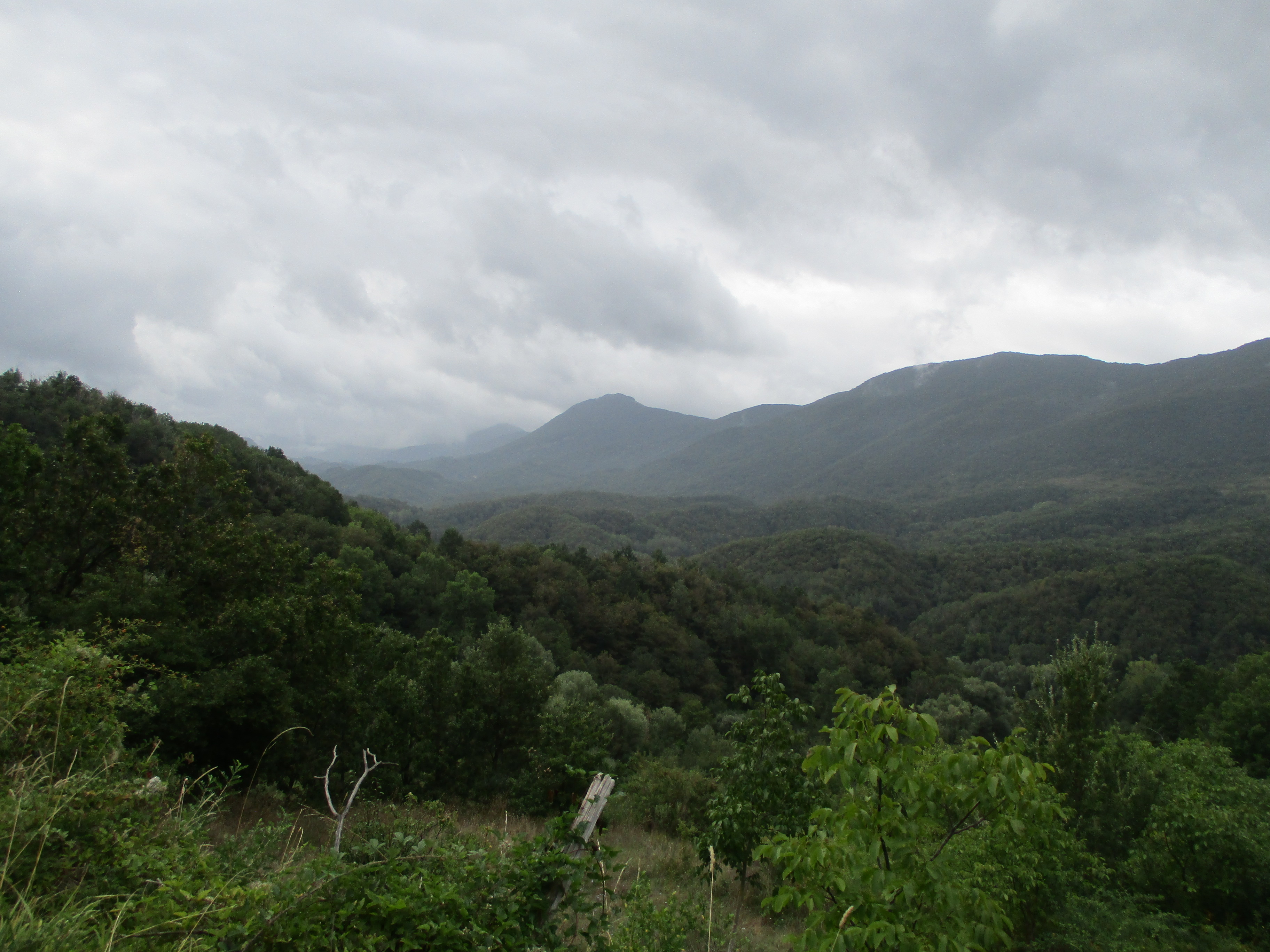
Tal des Fucero
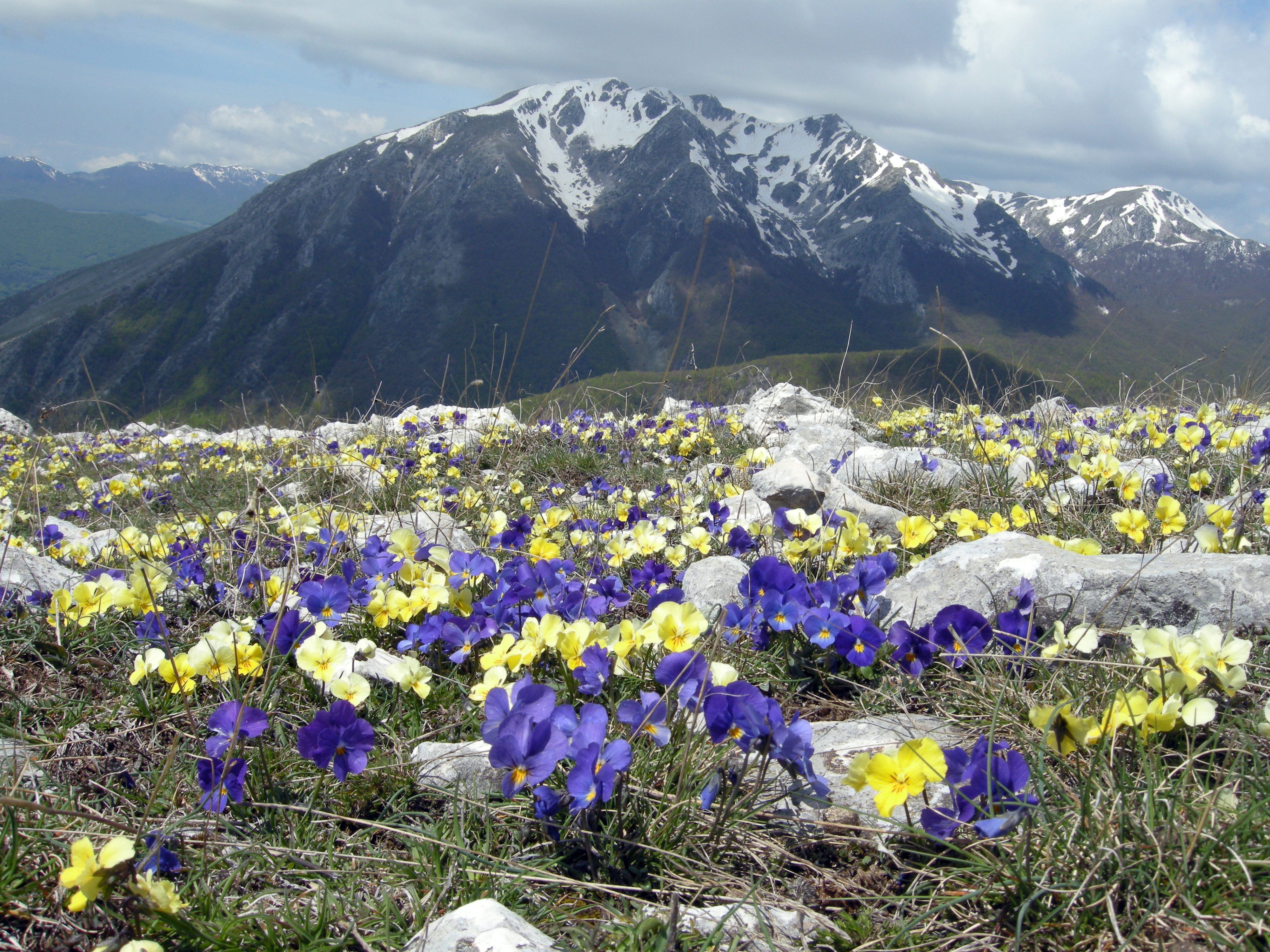
Monte Marsicano (2245 m)
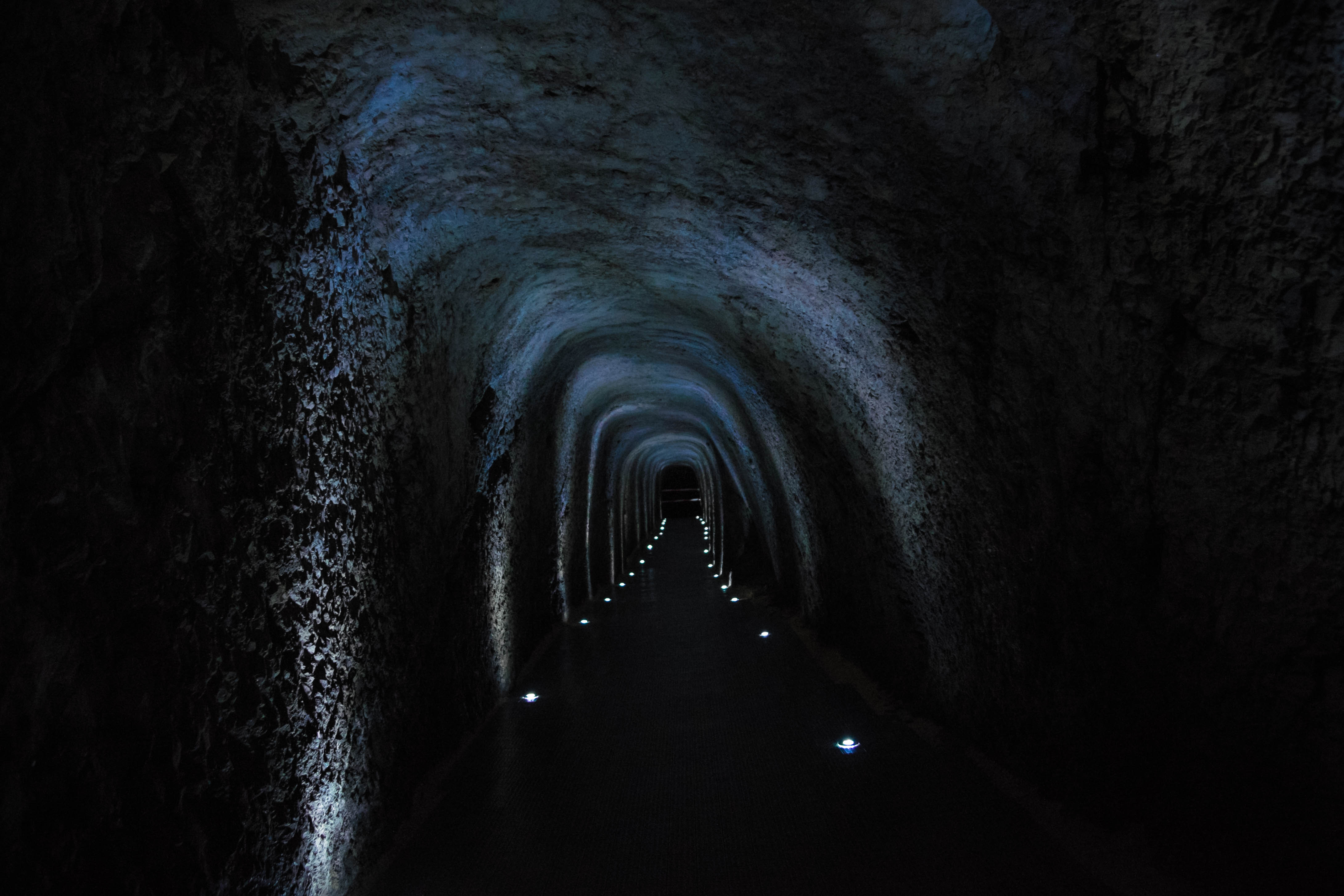
Claudiustunnel
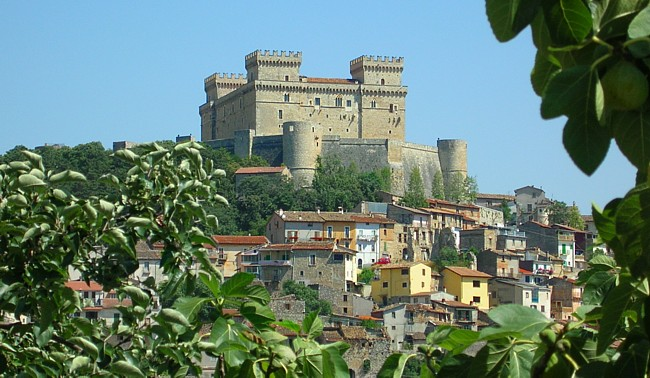
Castello Piccolomini in Celano

## Bräuche
Die kriegerischen Marser (1. Jahrtausend vor Christus) waren nach alten Berichten Schlangenverehrer, Schlangenbeschwörer und Zauberer. Diese Tradition lebt in der nun christlichen Schlangenprozession in dem kleinen Bergort Cocullo zu Ehren des Heiligen Dominikus von Sora fort.